# Ben Bocquelet
Benjamin "Ben" Bocquelet (nascido em Gravelines, Altos da França, França, 27 de junho de 1980) é um animador, escritor e produtor franco-britânico. Ele é mais conhecido como o criador de O Incrível Mundo de Gumball. Também foi o diretor de um curta-metragem chamado The Hell's Kitchen em 2003. Quando a Hanna-Barbera Studios Europe foi criada em 2007, Ben Bocquelet foi contratado, a fim de ajudar as pessoas a lançar seus projetos para rede após o fim das subdivisões europeias da Nickelodeon e Jetix. No entanto, quando o estúdio decidiu ter seus empregados todos arremesso suas próprias ideias, ele decidiu tirar alguns dos personagens rejeitados que ele havia criado para comerciais e colocá-los todos em uma série, com um ambiente escolar. Daniel Lennard, o vice-presidente de Série e Desenvolvimento Original na Turner Broadcasting UK, gostou da ideia e a série foi finalmente aprovada.

## Filmografia
| Ano  | Titulo                         | Trabalho             | Notas          |
| ---- | ------------------------------ | -------------------- | -------------- |
| 2003 | The Hell's Kitchen             | Co-autor, co-diretor | Curta-metragem |
| 2006 | The Little Short-Sighted Snake | Designer             | Curta-metragem |

## Televisão
| Ano  | Título                       | Trabalho                    | Notas |
| ---- | ---------------------------- | --------------------------- | ----- |
| 2011 | The Amazing World Of Gumball | Criador, escritor e diretor | Série |